# Seznam ameriških rektorjev
Seznam ameriških rektorjev.

## A
- Bowman Foster Ashe

## B
- Jill Beck

## C
- Betty Castor
- French Ensor Chadwick
- Paul Chase
- G. Wayne Clough
- Johnnetta B. Cole
- Anthony G. Collins
- Jill Ker Conway
- Thomas Courtice
- Joanne V. Creighton

## D
- John Delaney
- Denice Denton

## F
- Arthur Flemming

## G
- Judy Genshaft
- Amy Gutmann

## H
- Elaine Tuttle Hansen
- Mark Huddleston

## I
- I. King Jordan

## K
- Thomas Kean
- Elizabeth Topham Kennan
- Douglas Knight

## L
- Paul Locatelli
- Stephen Luce

## M
- Bernie Machen
- Modesto Maidique
- Mary Patterson McPherson
- Mike Rao
- Barry Mills
- Susan Tolman Mills
- Brian C. Mitchell

## O
- Sean O'Keefe

## P
- Samuel G. Plantz
- Nathan M. Pusey

## S
- Donna Shalala
- Joseph A. Steger
- Guyford Stever

## T
- Beverly Daniel Tatum
- Shirley M. Tilghman
- David Truman

## W
- Richard Warch
- David Warren
- Jon Wefald
- T. K. Wetherell
- B. Joseph White
- Woodrow Wilson
- Gregory Baker Wolfe
- Mary Emma Woolley
- Henry Merritt Wriston

## Z
- Nancy Zimpher